# Выгодская, Эмма Иосифовна
Э́мма Ио́сифовна Вы́годская (урождённая Хейфец; 2 [15] ноября 1898, Гомель — 2 сентября 1949, Ленинград) — советская писательница, автор приключенческих книг для детей и юношества.

## Биография
Родилась 2 ноября (по старому стилю 1898 года в Гомеле, в семье акушера-гинеколога Ново-Белицкой рабочей амбулатории Иосифа (Иоселя) Боруховича Хейфеца (1863—?) и Леи Овсеевны Хейфец, также уроженцев Гомеля. У неё была младшая сестра Мария (1906).
В 1922 году она окончила романо-германское отделение историко-филологического факультета 1-го Московского государственного университета. В том же году начала печататься и поселилась с мужем в Петрограде, где работала учителем английского языка в школе. Писала приключенческие книги для детей, основанные на документальном материале.

## Творчество
- Приключение Марка Твена М.-Л.: Молодая гвардия; Мосполиграф, 1930.; переизд. 1931.
- История Эдварда Деккера (Пламя гнева) М.-Л.: Детиздат, 1936.; переизд. 1949.
- Стачка на заводе «Треугольник». (Перед войной). — М.: Изд-во политкаторжан, школа ФЗУ Мособлполиграфа, 1933.
- Опасный беглец. — М.-Л.: Детская литература, 1948.
- Алжирский пленник (Необыкновенные приключения испанского солдата Сервантеса, автора «Дон-Кихота»). — М.: ОГИЗ — Гос. изд. юношеской и детской литературы «Молодая гвардия», 1931.; переизд. 1933, 1936, 1937, 1962.

## Семья
- Супруг — Давид Исаакович Выгодский (1893—1943), литературовед и переводчик, погиб в заключении.
  - Сын — Исаак Давидович Выгодский (1922—1992), юрист.